# Johannes Ludvig Camradt
Johannes Ludvig Camradt (20. september 1779 i København – 2. december 1849 Nyhuse ved Hillerød) var blomstermaler.
Han var søn af portrætmaler Jørgen Frederik Camradt og Marie født Schrøder (1737 – 1814), som det synes, den yngste af en talrig børneflok. Det, at han ikke udstillede før 1810, medens han allerede giftede sig 9. oktober 1804 med Marie Elisabeth Johannette Weise og fra 1807 stod i forhold til et da oprettet Institut for Metalarbejdere, tyder på, at han fra først af har levet som tegnelærer. Imidlertid besøgte han uden tvivl Kunstakademiet omkring 1804 – 06, og der er grund til at tro, at det var ham og ikke hans 68årige farbroder, der i 1806 fik Akademiets mindre sølvmedalje, uagtet forbogstaverne er sidstnævntes (J.C. Camradt, 1738 – 1814). Som tegnelærer udgav han også et par hæfter Blomstertegninger for Ungdommen, stukne af Oluf Bagge. Akademiet nægtede i 1816 at agreere ham på et, som det synes, ret vellykket blomsterstykke, fordi han ikke havde rejst. Efter en lille rejse til Dresden i vinteren 1819-20 lykkedes det ham omsider i 1821 at blive agreeret og i 1823 medlem af Akademiet. Men hans kår vare ringe, så at han gentagne gange måtte søge hjælp af akademiets understøttelseskasse, hvoraf han endog fra 1839, da hans øjne blev svage, fik en fast årlig understøttelse af 300 rigsdaler. Efter at hans hustru var død 2. november 1832, giftede han sig anden gang med Anna Magdalene Becker. Sine sidste leveår tilbragte han i Hillerød, hvor han døde 2. december 1849. Han udstillede fra 1810-43 ikke mindre end 88 blomster- og frugtstykker i en smag, der i Østs "Arkiv" en gang karakteriseres som "stedse delikat og sart, om end noget mat". Den Kongelige Malerisamling ejer 13 af hans arbejder.